# Bridesmaids
Bridesmaids, titulada La boda de mi mejor amiga en España y Damas en guerra en Hispanoamérica, es una película estadounidense de comedia de 2011 dirigida por Paul Feig. Fue protagonizada por Kristen Wiig, Maya Rudolph, Rose Byrne, Melissa McCarthy, Wendi McLendon-Covey y Ellie Kemper. La cinta estuvo nominada a dos premios Óscar, en las categorías de mejor actriz de reparto (Melissa McCarthy) y mejor guion original.

## Trama
La película está protagonizada por Annie (Kristen Wiig), una mujer soltera que vive en Milwaukee y trabaja en una joyería, debido a que su negocio como pastelera ha fracasado, perdiendo a su novio y todos sus ahorros. Lillian (Maya Rudolph), la mejor amiga de Annie, está comprometida y le pregunta si quiere ser su dama de honor en la boda. Annie acepta, y posteriormente conoce a las demás damas de honor: Rita (Wendi McLendon-Covey), Becca (Ellie Kemper), Megan (Melissa McCarthy) y Helen (Rose Byrne). Tanto Annie como Helen están celosas de la amistad que ambas tienen con Lillian, compitiendo durante los preparativos de boda por tener el favoritismo de la novia. Un día, mientras va en coche a su casa, Annie es detenida por un policía llamado Nathan Rhodes (Chris O'Dowd) debido a que tiene unas luces rotas. Ambos comienzan a hablar y el policía la deja ir sólo con una advertencia.
Los intentos de Annie por organizar la boda de su amiga no tienen éxito, debiendo además lidiar con la competencia de Helen, que además de ser organizadora de bodas se encarga por su cuenta de anotar los preparativos. Preocupada por sus problemas financieros, Annie propone hacerle una despedida de soltera a Lillian en la casa de sus padres, pero Helen propone en cambio ir a Las Vegas, lo que es aceptado por el resto de las damas de honor. Mientras están en el avión, y dado que Annie tiene miedo de volar, Helen le da unos sedantes y alcohol, lo que le provoca una mayor paranoia y agresividad, estropeando el viaje a todas. Annie intenta disculparse con Lillian, pero ella le informa que desde ese momento los preparativos de la boda estarán a cargo de Helen. Tras el problema vivido, Annie contacta con Nathan para poder hablar, lo que los lleva a pasar la noche juntos. Nathan intenta convencerla de volver a abrir su pastelería, pero se produce una discusión entre ambos y Annie se va de su casa. Además de esto, Annie es despedida de su trabajo y expulsada de su apartamento, por lo que se muda a casa de su madre.
Al asistir a una fiesta que Helen organizó para Lillian, Annie descubre que la ambientación está basada en una idea que ella misma había comentado días antes, pero que fue rechazada por Helen en aquella ocasión. Al conocer que Helen le regaló a Lillian unos pasajes para que viaje a París a ver el vestido de novia, Annie se enfada e insulta a las invitadas y destoza la decoración de la fiesta. Ante esto, Lillian se enfada con ella y le prohíbe ir a su boda. Durante los próximos días, Annie se aísla del resto y se encierra en casa viendo la televisión. Megan intenta animarla y la convence de cambiar de actitud. Annie trata de reconciliarse con Nathan, pero el policía no responde a sus gestos, como un pastel que ella deja en la puerta de su casa.
En el día de la boda, Helen va a la casa de Annie para pedirle ayuda, ya que no sabe dónde está Lillian. Al subirse en el coche, Helen se disculpa con Annie por las cosas que ha hecho, revelándole que se sentía sola ya que no tenía amigas y su marido estaba distante. Annie le pide ayuda a Nathan para buscar a Lillian, cosa que él acepta a regañadientes. Al encontrarla, Lillian le explica a Annie que estaba preocupada por los cambios que iba a sufrir su vida con el matrimonio, y tras pedir disculpas por sus errores ambas se reconcilian. Annie vuelve a ser nombrada dama de honor y la boda se celebra. Tras la ceremonia, Annie hace las paces con Helen, que le confiesa que invitó a Nathan para que ambos se reconciliaran. Nathan le cuenta a Annie que se ha comido el pastel que le había regalado, y después de besarse, ambos se van en su coche de policía.

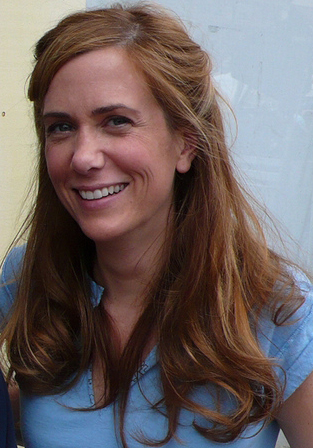
Kristen Wiig

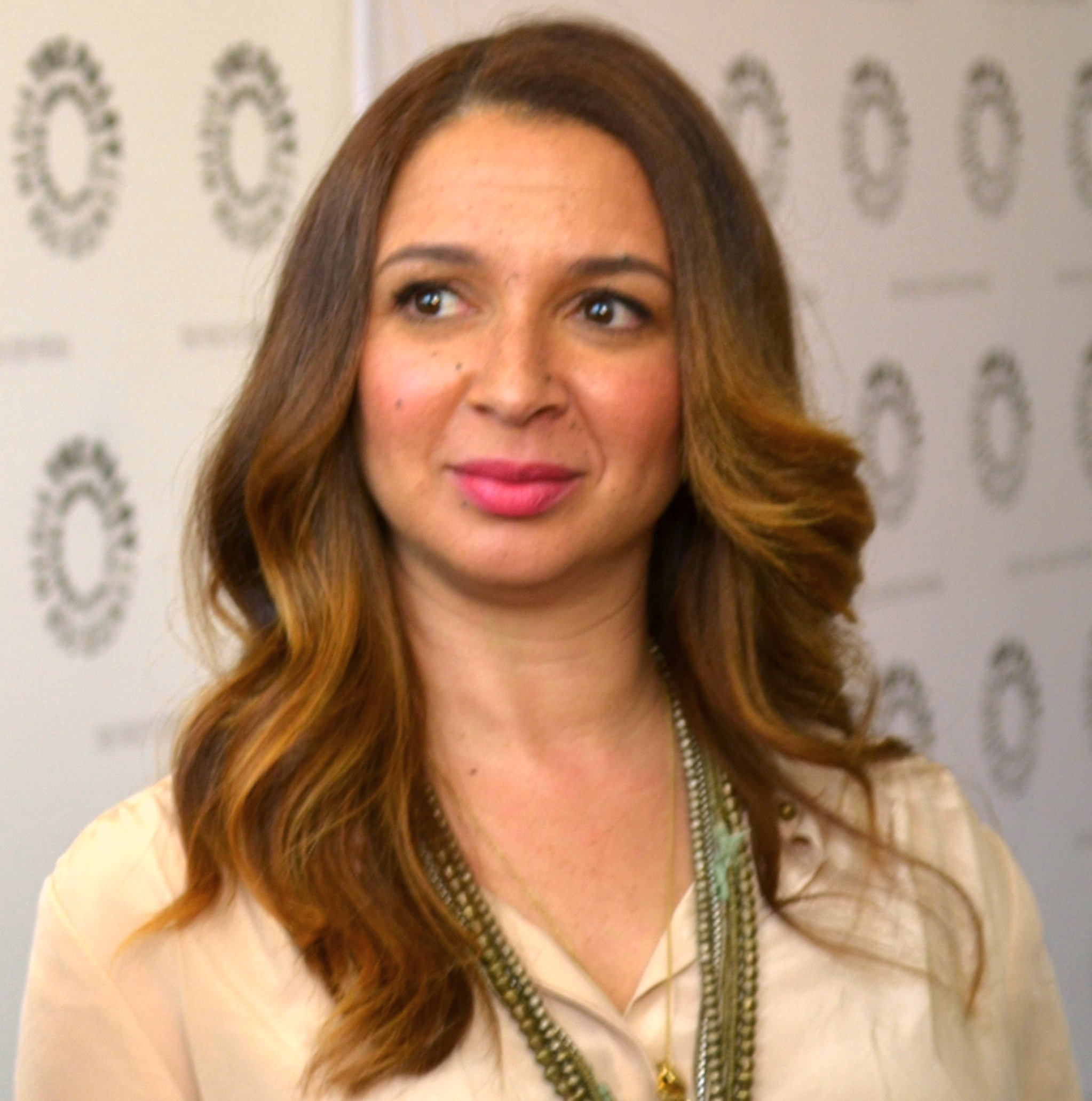
Maya Rudolph

## Reparto
- Kristen Wiig como Annie Walker.
- Maya Rudolph como Lillian Donovan, la novia.
- Rose Byrne como Helen Harris III.
- Chris O'Dowd como Oficial Nathan Rhode.
- Melissa McCarthy como Megan, futura cuñada de Lillian.
- Wendi McLendon-Covey como Rita, prima de Lillian.
- Ellie Kemper como Becca.
- Jill Clayburgh como Judy Walker, la madre de Annie.
- Matt Lucas como Gil.
- Rebel Wilson como Brynn.
- Jon Hamm como Ted.
- Franklyn Ajaye como el señor Donovan, el padre de Lillian.
- Tim Heidecker como Doug, el novio, y hermano de Megan.
- Andy Buckley como Perry Harris, esposo de Helen Harris III y jefe de Doug.
- Jessica St. Clair como Whitney.
- Melanie Hutsell como Carol.
- Michael Hitchcock como Don.
- Richard Riehle como Bill Cozbi.
- Terry Crews como Rodney, instructor de gimnasia en el parque.
- Kali Hawk como Kahlua, la seductora vendedora de la joyería.
- Ben Falcone como Jon, el policía secreto del avión que se enamora de Megan.
- Paul Rudd como Dave (escena eliminada).
- Matt Bennett como hijastro de Helen.
- Nancy Walls como pareja de tenis de Helen.
- Wilson Phillips como ellas mismas.

## Producción
El guion, originalmente titulado Maid of Honor, fue escrito por Kristen Wiig y Annie Mumolo. Ambas se conocieron en The Groundlings, un grupo de Los Ángeles dedicado a la comedia improvisada donde escribieron algunos sketch. La premisa básica de la película nació en 2006, luego que Wiig fuese escogida para participar en la película Knocked Up, producida por Judd Apatow. Mientras trabajaba con ella, Apatow le preguntó a Wiig si tenía alguna idea para un guion –algo que el productor le había preguntado también a Steve Carell dando origen a la película Virgen a los 40- y ella le respondió que con su amiga Annie Mumolo habían pensado en uno. Durante los años siguiente ambas trabajaron en el guion, mientras Wiig participaba en Saturday Night Live en Nueva York y Mumolo estaba con su familia en Los Ángeles. El proceso consistía en reunirse los fines de semana para trabajar en el guion y recibir las sugerencias y notas de Apatow. El título de la película fue cambiado de Maid of Honor a Bridesmaids dado que ya existía una película con el mismo nombre.
Bridesmaids contó con un presupuesto de 32,5 millones de dólares. Aunque la historia está ambientada en dos ciudades, Milwaukee y Chicago, la mayoría de las escenas fueron filmadas en Los Ángeles (California).

## Estreno
La película fue estrenada el 13 de mayo de 2011 en Estados Unidos, recaudando más de 26 millones de dólares en su primer fin de semana. Hacia enero de 2012, la cinta ha recaudado más de 169 millones de dólares en aquel país y más de 119 millones en el extranjero, sumando un total de $288.383.523 a lo largo del mundo.

### Recepción
Bridesmaids obtuvo una respuesta positiva por parte de la crítica cinematográfica. La película posee un 90% de comentarios "frescos" en el sitio web Rotten Tomatoes, basado en un total de 234 críticas, y una puntuación de 75/100 en Metacritic. Peter Travers de la revista Rolling Stone destacó el humor de la cinta, agregando que "Kristen Wiig es una diosa indiscutible de la comedia". Javier Porta Fouz de la revista argentina Ñ escribió: "Poderosa en su combinación de escatología, canciones, neurosis, celos y gritos, es también la prueba viviente (las mejores películas se sienten vivas, audaces en su respiración) de la capacidad de muchas comedias de Hollywood para sumergirse en las más diversas crisis y oscuridades". Por el contrario, Joe Leydon de la revista Variety sostuvo que la película "es un fallo lento, sin encanto, en el que incluso los actores más atrayentes -incluyendo a Chris O'Dowd como un policía con acento irlandés que inexplicablemente se enamora de Annie- deben esforzarse demasiado para lograr algo parecido a una impresión agradable".
El American Film Institute la incluyó dentro de las 10 mejores películas del año.

## Premios
| Año  | Premio                                    | Categoría                          | Receptor(es)                | Resultado |
| ---- | ----------------------------------------- | ---------------------------------- | --------------------------- | --------- |
| 2012 | Premios Óscar                             | Mejor actriz de reparto            | Melissa McCarthy            | Nominada  |
| 2012 | Premios Óscar                             | Mejor guion original               | Kristen Wiig y Annie Mumolo | Nominadas |
| 2012 | Premios BAFTA                             | Mejor guion original               | Annie Mumolo y Kristen Wiig | Nominadas |
| 2012 | Premios BAFTA                             | Mejor actriz de reparto            | Melissa McCarthy            | Nominada  |
| 2012 | Premios del Sindicato de Actores          | Mejor reparto                      |                             | Nominado  |
| 2012 | Premios del Sindicato de Actores          | Mejor actriz de reparto            | Melissa McCarthy            | Nominada  |
| 2012 | Premios WGA                               | Mejor guion original               | Kristen Wiig y Annie Mumolo | Nominadas |
| 2012 | Broadcast Film Critics Association Awards | Mejor película de comedia          |                             | Ganadora  |
| 2012 | Broadcast Film Critics Association Awards | Mejor actriz de reparto            | Melissa McCarthy            | Nominada  |
| 2012 | Broadcast Film Critics Association Awards | Mejor reparto                      |                             | Nominada  |
| 2012 | Premios Globo de Oro                      | Mejor película - Comedia o musical |                             | Nominada  |
| 2012 | Premios Globo de Oro                      | Mejor actriz - Comedia o musical   | Kristen Wiig                | Nominada  |
| 2012 | Premios People's Choice                   | Mejor película                     |                             | Nominada  |
| 2012 | Premios People's Choice                   | Mejor película de comedia          |                             | Ganadora  |
| 2012 | Premios People's Choice                   | Mejor elenco en película           |                             | Nominada  |
| 2012 | Las Vegas Film Critics Society Awards     | Mejor actriz de reparto            | Melissa McCarthy            | Ganadora  |